# Список эпизодов телесериала «Белый воротничок»
Список серий американского телесериала «Белый воротничок», транслировавшегося телеканалом USA Network с 23 октября 2009 года по 18 декабря 2014 года.
Нил Кэффри, вор и мошенник, попадается ФБР после трёхлетней игры в кошки-мышки с агентом Питером Берком. Он приговаривается к 4 годам тюремного заключения, однако сбегает за 4 месяца до освобождения, чтобы вернуть свою возлюбленную Кейт Моро. Питер Берк, единственный, кто сумел его поймать, находит его снова. Нилу грозит ещё 4 года за побег, однако он предлагает помощь в расследовании преступлений, и ФБР заключает сделку. Нил выходит из тюрьмы и носит электронный браслет, ограничивающий радиус его передвижения, а взамен он помогает Берку расследовать преступления в отделе «белых воротничков».

## Обзор сезонов
| Сезон | Серии | Серии | Даты показа     | Даты показа     |
| Сезон | Серии | Серии | Первая серия    | Последняя серия |
| ----- | ----- | ----- | --------------- | --------------- |
| 1     | 14    | 14    | 23 октября 2009 | 9 марта 2010    |
| 2     | 16    | 16    | 13 июля 2010    | 8 марта 2011    |
| 3     | 16    | 16    | 7 июня 2011     | 28 февраля 2012 |
| 4     | 16    | 16    | 10 июля 2012    | 5 марта 2013    |
| 5     | 13    | 13    | 17 октября 2013 | 30 января 2014  |
| 6     | 6     | 6     | 6 ноября 2014   | 18 декабря 2014 |

## Список серий

### Сезон 1 (2009—2010)
| № общий | № в сезоне | Название                            | Режиссёр        | Автор сценария                  | Дата премьеры   | Произв. код | Зрители в США (млн) |
| --- | ---------- | ----------------------------------- | --------------- | ------------------------------- | --------------- | ----------- | ------------------- |
| 1 | 1          | «Пилот» «Pilot»                     | Бронвен Хаджес  | Джефф Истен                     | 23 октября 2009 | 5039-08-179 | 5,40                |
| Вор, мошенник и фальшивомонетчик Нил Кэффри совершает побег из тюрьмы, чтобы найти женщину, которую любит. Однако в конечном итоге он оказывается за решёткой снова. Он заключает сделку с Питером Берком, агентом ФБР, который дважды поймал его. Вместе они ловят преступника и фальшивомонетчика, известного как "Голландец". Близкий друг Нила, мошенник с обширными знаниями обо всем, Моззи, помогает Нилу в поиске Кейт, возлюбленной Нила. Также Нил использует свою новую позицию в ФБР, чтобы найти улики, которые в конечном итоге приведут его к Кейт, человеку с кольцом, и правде. |            |                                     |                 |                                 |                 |             |                     |
| 2 | 2          | «Нити» «Threads»                    | Денни Гордон    | Клифтон Кэмпбелл                | 30 октября 2009 | 5039-09-103 | 5,08                |
| Нил и Питер на неделе нью-йоркской высокой моды пытаются помешать продаже секретной информации, зашитой в чипе внутри платья из коллекции одного из модельеров. |            |                                     |                 |                                 |                 |             |                     |
| 3 | 3          | «Часослов» «Book of Hours»          | Джон Т. Кречмер | Том Гарригас                    | 6 ноября 2009   | 5039-09-102 | 3,85                |
| Нью-йоркский мафиози обращается в ФБР с просьбой вернуть средневековую Библию, похищенную из его церкви. Это становится миссией, проверяющей Нила на преданность ФБР. |            |                                     |                 |                                 |                 |             |                     |
| 4 | 4          | «Бросок монеты» «Flip of the Coin»  | Тимоти Пассфилд | Джефф Истен и Джозеф С. Мускат  | 13 ноября 2009  | 5039-09-105 | 4,28                |
| Питер и Нил попытаются найти контрабандные иракские артефакты, чтобы оправдать подозреваемого американского солдата и знакомого Питера, однако улики свидетельствуют об обратном. |            |                                     |                 |                                 |                 |             |                     |
| 5 | 5          | «Портрет» «The Portrait»            | Аллан Аркуш     | Джефф Истен и Тревис Ромеро     | 20 ноября 2009  | 5039-09-101 | 4,56                |
| Питер и Нил должны провернуть аферу для того, чтобы вернуть украденный портрет. Это оказывается испытанием для их партнёрства, когда Питер начинает подозревать, что Нил может поддаться искушению. Нил узнаёт правду об украденном портрете и возвращает его законному владельцу. |            |                                     |                 |                                 |                 |             |                     |
| 6 | 6          | «Ва-банк» «All In»                  | Джон Т. Кречмер | Джим Камполонго и Джо Хендерсон | 27 ноября 2009  | 5039-09-104 | 4,40                |
| Втянутый в опасное происшествие в Китайском квартале, задействовавшего один из его псевдонимов и хитрого агента Интерпола, Нил вынужден выбирать между Питером и ФБР и его желанием найти Кейт. Агент Интерпола рассказывает Нилу, что человек с кольцом работает в ФБР. |            |                                     |                 |                                 |                 |             |                     |
| 7 | 7          | «Свободное падение» «Free Fall»     | Кевин Брэй      | Джефф Истен                     | 4 декабря 2009  | 5039-09-107 | 5,55                |
| Питер должен выяснить, лжёт ли Нил, когда он становится подозреваемым в ювелирном ограблении. Между тем, Нил выходит на человека с кольцом и обнаруживает, что он может быть ближе, чем он предполагал. Специальный агент ФБР Гарретт Фаулер, задействованный в этом расследовании, всеми способами пытается дискредитировать Питера и Нила. |            |                                     |                 |                                 |                 |             |                     |
| 8 | 8          | «Трудная продажа» «Hard Sell»       | Джон Т. Кречмер | Джим Камполонго и Джо Хендерсон | 19 января 2010  | 5039-09-108 | 4,7                 |
| Нил проникает в коррумпированные брокерские фирмы с Уолл-стрит, а Питер должен работать под прикрытием рядом с ним. Нил подозревает Питера в том, что он и есть человек с кольцом, который удерживает Кейт и пытается в этом удостовериться. Питер сначала все отрицает, но когда дело закрывают, говорит Нилу, что он виделся с Кейт. Питер рассказывает Нилу, что Кейт упомянула людей, желающих найти музыкальную шкатулку, которую Нил украл. Питер также сказал Нилу, что по его мнению Кейт не действует под контролем Фаулера. Нил отказывается верить Питеру. Нил отправляется на поиски музыкальной шкатулки, т. к. Фаулер хочет то, чего у него никогда не было и то, что все думают, что у него есть. |            |                                     |                 |                                 |                 |             |                     |
| 9 | 9          | «Плохое судейство» «Bad Judgment»   | Джон Т. Кречмер | Джефф Истен и Джозеф C. Мускат  | 26 января 2010  | 5039-09-112 | 4,3                 |
| Питер и Нил находят коррумпированного судью, работающего на Фаулера и разрабатывают план, чтобы разоблачить их. Между тем, Нил просит Питера передать сообщение для Кейт, пока Моззи проверяет дом Питера на предмет прослушки. В конце серии Нил получает бумажный цветок с могилы отца Кейт, Роберта, что является очередным зашифрованным сообщением от Кейт. |            |                                     |                 |                                 |                 |             |                     |
| 10 | 10         | «Признаки жизни» «Vital Signs»      | Дэнни Гордон    | Джоан Б. Вейс                   | 2 февраля 2010  | 5039-09-106 | 2,89                |
| К Джун обратились из благотворительной организации, когда её внучку удаляют из очереди на пересадку почки. Нил и Питер решили исследовать деятельность организации, подозревая, что пересадка покупается на "пожертвования" от клиентов. |            |                                     |                 |                                 |                 |             |                     |
| 11 | 11         | «Вторжение в дом» «Home Invasion»   | Кен Гиротти     | Чаннинг Пауэлл                  | 9 февраля 2010  | 5039-09-110 | 3,83                |
| ФБР расследует убийство и таинственный закодированный список, и Нил находит Алекс Хантер, старую подругу, которая могла знать что-нибудь о музыкальной шкатулке, но она не хочет помогать, пока Нил связан с ФБР. |            |                                     |                 |                                 |                 |             |                     |
| 12 | 12         | «В горлышке бутылки» «Bottlenecked» | Фил Абрахам     | Джефф Истен и Том Гарригас      | 23 февраля 2010 | 5039-09-109 | 3,57                |
| Когда Нил сталкивается с его коллегой из белых воротничков, он должен подделать для аукциона вино, которому много десятков лет. Однако все не так, как кажется на первый взгляд. |            |                                     |                 |                                 |                 |             |                     |
| 13 | 13         | «Фронтмен» «Front Man»              | Майкл Смит      | Рашад Раизани                   | 2 марта 2010    | 5039-09-111 | 3,48                |
| При попытке разрешить похищение, Нил встречает старого друга, и он вынужден играть в свою игру, чтобы спасти того, кто был похищен. Алекс наконец рассказывает Нилу о местонахождении Музыкальной шкатулки, и команда готовится украсть это. Питер говорит Нилу, что он знает о плане Нила выкрасть шкатулку, и говорит ему, что у него есть выбор и возможность прекратить искать Кейт и изменить свою жизнь к лучшему. |            |                                     |                 |                                 |                 |             |                     |
| 14 | 14         | «Из коробки» «Out of the Box»       | Кэвин Брэй      | Джефф Истен                     | 9 марта 2010    | 5039-09-113 | 4,04                |
| После обнаружения Музыкальной шкатулки на Манхэттене Нил и его друзья разрабатывают план ограбления, чтобы выкрасть её. Нил требует у Фаулера Кейт в обмен на шкатулку. у Нила появляется шанс законно улететь вместе с Кейт. Питер догоняет его на взлетно-посадочной полосе когда Нил собирается улететь с Кейт, и пытается его остановить. Нил поворачивается, и признаёт, что Питер единственный, из-за которого он может изменить своё решение. Прежде чем присоединиться к Кейт в самолёте, Нил поворачивается и хочет что-то сказать Питеру, и в этот момент самолёт взрывается. |            |                                     |                 |                                 |                 |             |                     |

### Сезон 2 (2010—2011)
| № общий | № в сезоне | Название                                      | Режиссёр          | Автор сценария                    | Дата премьеры   | Произв. код | Зрители в США (млн) |
| --- | ---------- | --------------------------------------------- | ----------------- | --------------------------------- | --------------- | ----------- | ------------------- |
| 15 | 1          | «Вывод» «Withdrawal»                          | Тим Метесон       | Джефф Истен                       | 13 июля 2010    | BCW201      | 4,29                |
| Питера допрашивают о взрыве самолёта и Ниле. Нил попадает в тюрьму за "попытку к бегству", и Питер говорит, что они могут восстановить сделку. Через два месяца Нил уже помогает ФБР ловить грабителей банка, в то время как Питер и Моззи пытаются хоть как-то отвлечь Нила от мыслей о Кейт и её смерти. Нил пытается выяснить, кто украл Музыкальную шкатулку из хранилища ФБР. Тем временем Диана и Питер пытаются захватить Фаулера, и в конце концов Диана прячет шкатулку в свой сейф. |            |                                               |                   |                                   |                 |             |                     |
| 16 | 2          | «Нужно знать» «Need to Know»                  | Сэнфорд Букставер | Джо Хендерсон                     | 20 июля 2010    | BCW202      | 3,96                |
| Нил идёт под прикрытием в предвыборный лагерь коррумпированного политика как "специалист по разрешению проблем" для того чтобы его разоблачить. Расследование Дианы и Питера приводит их к неизвестному мужчине, который спасается бегством. Это также показало, что Питер и Диана хранят Музыкальную шкатулку в месте, скрытом даже от самого Питера. Нил начинает подозревать, что Питер расследует взрыв самолёта за его спиной. |            |                                               |                   |                                   |                 |             |                     |
| 17 | 3          | «Подражатель Кэффри» «Copycat Caffrey»        | Пол Нолэхан       | Чаннинг Пауэл                     | 27 июля 2010    | BCW203      | 3,72                |
| Питер посылает Нила в колледж после того, как кто-то подражает Кэффри, используя одну из его старых схем аферы воруя целый кейс крюгеррандов. Алекс возвращается с плохими новостями. Диана обнаруживает, что Музыкальная шкатулка что-то в себе скрывает. Питер и Диана отправляются на поиски отсутствующего ключа, который является последней частью Музыкальной шкатулки. Эта та самая часть, которую Алекс даёт Нилу перед своим отъездом в Италию. |            |                                               |                   |                                   |                 |             |                     |
| 18 | 4          | «По книге» «By the Book»                      | Майкл Смит        | Александра МакНалли               | 3 августа 2010  | BCW204      | 4,10                |
| В первый раз в жизни Моззи вынужден обратиться к ФБР за помощью, когда объект его любви, официантка из местной столовой, Джина ДеСтефано, исчезает. Моззи использует оставленные ключи, которые являются ссылками на книги, которые они читали, оставленные Джиной, чтобы ФБР и Моззи могли найти и спасти её. Все становится серьёзней, когда выясняется, что человек, удерживающий Джину, представляет интерес для ФБР. |            |                                               |                   |                                   |                 |             |                     |
| 19 | 5          | «Незаконченное дело» «Unfinished Business»    | Триша Брок        | Джефф Истен                       | 10 августа 2010 | BCW205      | 4,00                |
| Обыкновенная кража перерастает в покушение на убийство, когда Нила, работающего под прикрытием под именем мистер Блэйк, наняли, чтобы убить страховщика, Сару Эллис, ту же женщину, которая свидетельствовала против него в его "предполагаемой" краже картины Рафаэля на суде несколько лет назад. Между тем, Нил и Моззи исследуют обломки самолёта и заключают, что самолёт должен был взорваться в воздухе, однако был взорван кем-то ещё на земле. Им удается достать запись последних слов Кейт и отправить плёнку в страховую компанию Sterling Bosch, где работает Сара. После ареста человека, который заказал убийство Сары, Нил пытается достать пакет из её квартиры, но был прерван покушением реального мистера Блэйка, который был остановлен Питером и его командой. |            |                                               |                   |                                   |                 |             |                     |
| 20 | 6          | «В красном» «In the Red»                      | Дэвид Стрэйтон    | Мэттью Негрете                    | 17 августа 2010 | BCW206      | 4,48                |
| Арест похитителя драгоценностей приводит Питера и Нила к гораздо более отвратительному вымогательству в отношении приёмных родителей. Моззи врывается в квартиру Сары и похищает записи. Для того, чтобы вернуть их назад Сара и её детективы обыскивают квартиру Нила. После завершения операции, Сара возвращается в квартиру Нила, и, узнав, что случилось с Кейт, обещает помочь Нилу с его расследованием. На записи Кейт звонит кому-то незадолго до взрыва. Это побуждает Нила и его друзей выследить того, кто был на другом конце телефона. |            |                                               |                   |                                   |                 |             |                     |
| 21 | 7          | «Дилемма заключённого» «'Prisoner's Dilemma'» | Винсент Мисиано   | Марк Гоффман                      | 24 августа 2010 | BCW208      | 4,60                |
| Агента ФБР обвиняют в продаже места пребывания свидетеля во время уголовного судопроизводства, и маршалы просят Питера и Нила о помощи в отслеживании подозреваемого. Питер был знаком с подозреваемым, и обнаруживает, что именно маршал, отвечающий за расследование, на самом деле продажный. Вместе с подозреваемым агентом ФБР Питер пытается очистить своё имя. Моззи обнаруживает, что Кейт звонила Гарретту Фаулеру перед взрывом. |            |                                               |                   |                                   |                 |             |                     |
| 22 | 8          | «Служащий фирмы» «Company Man»                | Розмари Родригес  | Джим Камполонго                   | 31 августа 2010 | BCW207      | 4,44                |
| Нил и Питер должны работать под прикрытием в мире корпоративного шпионажа после того, как главный исследователь технологической компании был убит. Моззи и Диана работают вместе над раскрытием убийства Кейт, и Моззи понимает, что Музыкальная шкатулка у Дианы, и Питер знает об этом. Питер показывает шкатулку Нилу, а Нил вставляет ключ от шкатулки, который дала ему Алекс. Перед открытием шкатулки Нил говорит Питеру: "Нет больше тайн". |            |                                               |                   |                                   |                 |             |                     |
| 23 | 9          | «Пойнт Бланк» «Point Blank»                   | Кевин Брэй        | Джефф Истен                       | 7 сентября 2010 | BCW209      | 4,72                |
| Команда находит Фаулера и узнаёт, что он невиновен. Его шантажирует тот же человек, который изображён на составленном из нескольких отдельных фотографий снимке Питера. Моззи расшифровывает код из Музыкальной шкатулки. Прежде чем он успевает сказать кому-либо правду, в него стреляет человек со снимка и забирает код. |            |                                               |                   |                                   |                 |             |                     |
| 24 | 10         | «Семёрка Берка» «'Burke's Seven'»             | Майкл Смит        | Джо Хендерсон                     | 18 января 2011  | BCW214      | 3,81                |
| Питера обвиняют в преступлении, которого он не совершал, и отстраняют от работы в ФБР. Нил помогает ему провернуть аферу, чтобы поймать настоящего преступника, найти того, кто стрелял в Моззи, и, конечно, очистить имя Питера. |            |                                               |                   |                                   |                 |             |                     |
| 25 | 11         | «Ковка облигаций» «Forging Bonds»             | Джон Т. Кречмер   | Джефф Истен и Александра МакНалли | 25 января 2011  | BCW213      | 3,90                |
| После того, как Питер и Нил понимают, что Винсент Адлер стоит за смертью Кейт и покушением на Моззи, Питер рассказывает Нилу как он за ним охотился, а Нил рассказывает историю знакомства с Моззи и Кейт, как он работал на Адлера, немного о своих аферах, и, конечно, как он бегал от Питера по всей Европе и наконец был пойман ФБР. |            |                                               |                   |                                   |                 |             |                     |
| 26 | 12         | «Случай в Бирме» «What Happens in Burma»      | Джон Т. Кречмер   | Ги Конрад                         | 1 февраля 2011  | BCW210      | 3,46                |
| Питер и Нил должны ступить на землю Бирмы, чтобы доказать невиновность сына американского дипломата, найти преступника и не вызвать международный конфликт. |            |                                               |                   |                                   |                 |             |                     |
| 27 | 13         | «Ответные меры» «Countermeasures»             | Майкл Смит        | Джим Камполонго                   | 8 февраля 2011  | BCW211      | 3,46                |
| К Джун, хозяйке дома, в котором живёт Нил, приезжает старый друг, некогда работавший с её покойным мужем Байроном. Однако Нил считает, что у него есть скрытые мотивы для такого неожиданного возвращения. ФБР подключается к расследованию, когда выясняется, что он не тот, за кого себя выдаёт. |            |                                               |                   |                                   |                 |             |                     |
| 28 | 14         | «Сдача» «Payback»                             | Рассел Ли Файн    | Марк Гоффман                      | 22 февраля 2011 | BCW212      | 3,27                |
| Мэттью Келлер, старый соперник Нила, связывается с Питером из тюрьмы. Он хочет заключить сделку с ФБР. Если его не будут перевозить в другую тюрьму, к тем, кому он должен денег, он поможет в расследовании. Однако все выходит из-под контроля, когда Питера похищают. ФБР делает все возможное, чтобы его найти, однако Нил начинает действовать самостоятельно и достаёт когда-то украденное им кольцо за 2,5 миллиона долларов. Однако план Келлера состоял в другом, и ему удается сбежать. |            |                                               |                   |                                   |                 |             |                     |
| 29 | 15         | «Сильная игра» «Power Play»                   | Джефф Ф. Кинг     | Марк Гоффман                      | 1 марта 2011    | BCW216      | 3,30                |
| Для того чтобы раскрыть заговор Нил и Питер меняются местами. Теперь Нил - это агент ФБР Питер Берк, а Питер - аферист Нил Кэффри. Всё агентство пребывает из-за этого в веселом расположение духа, Питер и Нил не устают друг друга подкалывать, однако всё же признают, что в жизни другого есть своя прелесть. |            |                                               |                   |                                   |                 |             |                     |
| 30 | 16         | «Вне радара» «Under the Radar»                | Джон Т. Кречмер   | Джефф Истен                       | 8 марта 2011    | BCW215      | 3,81                |
| Сара находит информацию, что Адлер ищет подлодку, затонувшую более полувека назад, а также что Алекс Хантер как-то связана с этим. Пытаясь отыскать Алекс, Нил и Питер попадают в западню Адлера. Выясняется, что Адлер поднял подлодку на поверхность, однако для того, чтобы обезвредить бомбу, ему нужен Кэффри. Тем временем Моззи, Сара, Диана и Джонс ищут Нила и Питера с помощью фрактальной антенны. |            |                                               |                   |                                   |                 |             |                     |

### Сезон 3 (2011—2012)
| № общий | № в сезоне | Название                                              | Режиссёр          | Автор сценария                                                           | Дата премьеры   | Произв. код | Зрители в США (млн) |
| --- | ---------- | ----------------------------------------------------- | ----------------- | ------------------------------------------------------------------------ | --------------- | ----------- | ------------------- |
| 31 | 1          | «Под колпаком» «On Guard»                             | Рассел Ли Файн    | Джефф Истен                                                              | 7 июня 2011     | BCW301      | 3,90                |
| Несмотря на возникшие у Питера подозрения, что Нил причастен к похищению сокровищ со взорвавшейся подлодки, им приходится работать вместе, чтобы поймать преступника, который обчистил Федеральный тайник несколько лет назад. Питер и Диана находят список 24 картин, бывших на подлодке, и понимают, что если кто-то решится их продать, они его вычислят. |            |                                                       |                   |                                                                          |                 |             |                     |
| 32 | 2          | «В поисках завещания» «'Where There's a Will'»        | Сэнфорд Букставер | Марк Гоффман                                                             | 14 июня 2011    | BCW302      | 3,71                |
| Нил и Питер находят карты сокровищ на двух поддельных завещаниях, оставленных двум своим сыновьям эксцентричным миллионером. Пока Нил и Питер увлечённо ищут сокровища, следуя оставленным подсказкам, кто-то похищает маленькую дочь одного из братьев и требует за неё выкуп. Нил выясняет, что у ФБР есть список некоторых вещей с немецкой подлодки. |            |                                                       |                   |                                                                          |                 |             |                     |
| 33 | 3          | «На пределе» «Deadline»                               | Майкл Смит        | Александра МакНалли                                                      | 21 июня 2011    | BCW303      | 3,67                |
| Когда жизнь известной журналистки находится под угрозой, Диана идёт под прикрытие в качестве её ассистентки. Тем временем Нил и Питер расследуют дело, над которым работала журналистка. |            |                                                       |                   |                                                                          |                 |             |                     |
| 34 | 4          | «Детройтский стоматолог» «Dentist of Detroit»         | Дэнни Гордон      | Чаннинг Пауэлл и Мэттью Негрете                                          | 28 июня 2011    | BCW306      | 3,72                |
| Когда гангстер из детства Моззи объявляется на Манхэттене, Моззи требуется помощь Нила и Питера, чтобы провернуть аферу, поймать его и предотвратить бандитскую войну. |            |                                                       |                   |                                                                          |                 |             |                     |
| 35 | 5          | «Скрытая угроза» «Veiled Threat»                      | Пол Холахан       | Джим Камполонго                                                          | 5 июля 2011     | BCW304      | 4,19                |
| Когда "чёрная вдова" решает найти новую жертву, Нилу и Питеру приходиться работать под прикрытием, изображая богатых холостяков, в расчёте на то, что она выберет кого-то из них. |            |                                                       |                   |                                                                          |                 |             |                     |
| 36 | 6          | «Сухим из воды» «Scott Free»                          | Трисия Брок       | Джо Хендерсон                                                            | 12 июля 2011    | BCW305      | 3,84                |
| Молодой аферист Скотт (Хатч Дано)совершает несколько дерзких ограблений в Нью-Йорке, опережая ФБР на два шага вперед. Питер понимает, что, возможно, появился новый Нил Кэффри. |            |                                                       |                   |                                                                          |                 |             |                     |
| 37 | 7          | «Изымая средства» «Taking Account»                    | Майкл Смит        | Дэниэл Шэттак                                                            | 19 июля 2011    | BCW307      | 4,18                |
| Хакер обчищает счёт Сары в банке, а также счета ещё нескольких тысяч человек на общую сумму 120 миллионов долларов. Нил, представившись хозяином счета, на который были переведены деньги, начинает тратить их вместе с Сарой, считая, что так заставит его проявить себя. Сара на время переезжает к Нилу и видит сокровища у него на компьютере. Тем временем Моззи заводит романтические отношения с бывшей сообщницей преступника, хакершей, перешедшей на сторону ФБР. |            |                                                       |                   |                                                                          |                 |             |                     |
| 38 | 8          | «Посылка из прошлого» «As You Were»                   | Дэвид Стрэйтон    | Мэттью Негрете                                                           | 26 июля 2011    | BCW308      | 3,89                |
| Когда без вести пропадает давний друг агента Джонса по военно-морской академии, Питер и Нил погружаются в опасный мир обеспечения международной частной безопасности, чтобы отыскать его. |            |                                                       |                   |                                                                          |                 |             |                     |
| 39 | 9          | «В ожидании бури» «On the Fence»                      | Пол Холахан       | Марк Гоффман                                                             | 2 августа 2011  | BCW309      | 3,71                |
| Питер и Нил обнаруживают, что Мэттью Келлер, давний противник Нила, занимается контрабандой египетских сокровищ. Чтобы выследить и поймать Келлера, Нил вынужден работать под прикрытием с красивой женщиной-египтологом. |            |                                                       |                   |                                                                          |                 |             |                     |
| 40 | 10         | «Обратный отсчёт» «Countdown»                         | Джон Т. Кречмер   | Джефф Истен и Чаннинг Пауэлл                                             | 9 августа 2011  | BCW310      | 4,30                |
| Нил и Моззи вынуждены на шаг опережать ФБР, чтобы они не отыскали сокровище, и в то же время притворяться, что они работают на них. Однако, когда в деле замешан Мэттью Келлер, ничего нельзя знать наверняка. Когда Питер приезжает домой, он застаёт там сотрудников ФБР и понимает, что Элизабет пропала. |            |                                                       |                   |                                                                          |                 |             |                     |
| 41 | 11         | «Шах и мат» «Checkmate»                               | Джон Т. Кречмер   | История: Джо Хендерсон и Александра МакНалли Телесценарий: Джо Хендерсон | 17 января 2012  | BCW313      | 3,22                |
| Нил и Питер работают вместе чтобы вернуть Элизабет, похищенную Келлером. |            |                                                       |                   |                                                                          |                 |             |                     |
| 42 | 12         | «История верхнего Вест-сайда» «Upper West Side Story» | Рассел Ли Файн    | Александра МакНалли и Джим Камполонго                                    | 24 января 2012  | BCW312      | 3,47                |
| После пропажи денег на стипендии Нил идёт под прикрытие в качестве учителя на замену в элитную школу. |            |                                                       |                   |                                                                          |                 |             |                     |
| 43 | 13         | «Соседский надзор» «Neighborhood Watch»               | Эндрю МакКарти    | Джефф Ф. Кинг                                                            | 31 января 2012  | BCW311      | 3,04                |
| Нил и Питер расследуют ограбление в отеле, в то время, как Элизабет заподозрила в новых соседях преступников и начала за ними следить с помощью Нила и Моззи. |            |                                                       |                   |                                                                          |                 |             |                     |
| 44 | 14         | «Натягивая струны» «Pulling Strings»                  | Антон Кроппер     | Чаннинг Пауэлл                                                           | 7 февраля 2012  | BCW314      | 2,47                |
| Пока Питеру требуется вся его выдержка, чтобы провести день рождения Элизабет вместе с её родителями, Нилу поручают помочь Саре в деле о пропавшей скрипке Страдивари. |            |                                                       |                   |                                                                          |                 |             |                     |
| 45 | 15         | «Кража из дома» «Stealing Home»                       | Тим Дикей         | История: Марк Гоффман и Джим Камполонго Телесценарий: Марк Гоффман       | 21 февраля 2012 | BCW315      | 2,31                |
| Нил идёт под прикрытие в команду вора, пользующегося популярностью даже у своих жертв. Он должен украсть ценный бейсбольный мяч со стадиона «Янкис». |            |                                                       |                   |                                                                          |                 |             |                     |
| 46 | 16         | «Судный день» «Judgment Day»                          | Рассел Ли Файн    | Джефф Истен                                                              | 28 февраля 2012 | BCW316      | 2,55                |
| Агент Крамер пытается не допустить освобождения Нила, в то время как Питер должен принять важное решение. Нил пытается исправить ошибку из своего прошлого. Он планирует после освобождения продолжить работать на ФБР, потому что теперь у него появилась цель в жизни. |            |                                                       |                   |                                                                          |                 |             |                     |

### Сезон 4 (2012—2013)
| № общий | № в сезоне | Название                                              | Режиссёр             | Автор сценария                        | Дата премьеры    | Произв. код | Зрители в США (млн) |
| --- | ---------- | ----------------------------------------------------- | -------------------- | ------------------------------------- | ---------------- | ----------- | ------------------- |
| 47 | 1          | «Wanted» «Разыскивается»                              | Пол Холахан          | Джефф Истен                           | 10 июля 2012     | BCW401      | 3,21                |
| Агент Коллинз поручает найти Нила и доставить в Нью-Йорк живого или мёртвого. Питер пытается опередить Коллинза и помочь Нилу избежать тюрьмы рискуя своей работой. |            |                                                       |                      |                                       |                  |             |                     |
| 48 | 2          | «Most Wanted» «Разыскивается и особо опасен»          | Пол Холахан          | Марк Гоффман                          | 17 июля 2012     | BCW402      | 2,98                |
| У Нила, Питера и Моззи появляется шанс поймать разыскиваемого преступника и, тем самым, вернуть Нила в Нью-Йорк на прежнюю работу с прежними условиями. |            |                                                       |                      |                                       |                  |             |                     |
| 49 | 3          | «Diminishing Returns» «Снижение отдачи»               | Стефан Шварц         | Джим Камполонго                       | 24 июля 2012     | BCW403      | 3,01                |
| Питер и Нил идут против Дэвида Кука, криминального гения, которого Питер преследует с самого начала службы в ФБР. |            |                                                       |                      |                                       |                  |             |                     |
| 50 | 4          | «Parting Shots» «Прощальный выстрел»                  | Роберт Данкан МакНил | Александра МакНалли                   | 31 июля 2012     | BCW404      | 2,82                |
| Нил спасает жизнь молодой вдовы, но вынужден остаться под прикрытием, чтобы узнать кто за ней охотится. Тем временем Питер возвращается на прежнюю работу, а в Элен стреляют. |            |                                                       |                      |                                       |                  |             |                     |
| 51 | 5          | «Honor Among Thieves» «Воровская честь»               | Арлин Сэнфорд        | Джо Хендерсон                         | 14 августа 2012  | BCW405      | 2,93                |
| Когда убита подруга Нила Элен, Нил совершает вещи, которые ставят под угрозу его свободу и дружбу с Питером. |            |                                                       |                      |                                       |                  |             |                     |
| 52 | 6          | «Identity Crisis» «Кризис личности»                   | Дэвид Стрэйтон       | Ченнинг Пауэлл                        | 21 августа 2012  | BCW406      | 3,89                |
| Покупка Моззи оставленных ценностей на складе наводит его на след шпионской организации времен войны за Независимость Америки, которая до сих пор существует. |            |                                                       |                      |                                       |                  |             |                     |
| 53 | 7          | «Compromising Positions» «Компрометирующее положение» | Пол Холохан          | Мэттью Негрете                        | 28 августа 2012  | BCW407      | 3,36                |
| С помощью Моззи и Сары, Питер и Нил пытаются добиться осуждения коррумпированного разработчика. |            |                                                       |                      |                                       |                  |             |                     |
| 54 | 8          | «Ancient History» «Древняя история»                   | Рассел Ли Файн       | Дэниел Шэттак                         | 4 сентября 2012  | BCW408      | 3,38                |
| С Нилом связывается его старая знакомая Алекс, которую ФБР подозревает в ограблении, за которое арестован Нил. Питер наводит справки о Сэме в тайне от Нила, когда Нил получает подозрительный пакет от Эллен, принесённый Маршалами. Алекс проворачивает в городе большую аферу, которая вносит некоторое охлаждение в отношениях между Питером, Нилом и Моззи.                                                                     |            |                                                       |                      |                                       |                  |             |                     |
| 55 | 9          | «Gloves Off» «Долой перчатки»                         | Ренни Харлин         | Марк Гоффман                          | 11 сентября 2012 | BCW409      | 3,80                |
| Нил работает под прикрытием как биржевой маклер Уолл-стрит. Он обнаруживает, что чтобы получить служебную информацию надо победить на ринге. Чтобы арестовать коррумпированного директора, Питер и Нил должны выйти из офиса на ринг. Питер совершает огромную ошибку, которая заставляет Сэма скрыться. |            |                                                       |                      |                                       |                  |             |                     |
| 56 | 10         | «Vested Interest» «Личная заинтересованность»         | Рассел Ли Файн       | Джефф Истен                           | 18 сентября 2012 | BCW410      | 3,41                |
| Питер и Нил приглашены на конференцию ФБР, на которой кто-то пытается похитить бронежилет новейшей разработки. Но, внезапно, они обнаруживают, что план вора состоит в похищении создателя этого бронежилета. После того, как Питер узнаёт, что настоящий Сэм мертв, тест ДНК показывает, что человек, выдающий себя за Сэма, – отец Нила.                                                                                           |            |                                                       |                      |                                       |                  |             |                     |
| 57 | 11         | «Family Business» «Семейный бизнес»                   | Пол Холохан          | Джо Хендерсон                         | 22 января 2013   | BCW411      | 2,77                |
| Отец Нила, Джеймс, рассказывает как, будучи молодым, начал работать на гангстера Денниса Флинна, ныне покойного. Когда он попытался закончить свою работу, Флинн подставил Джеймса в убийстве своего начальника, и Джеймс взял вину на себя, так как неизвестные лица с большими связями в правоохранительных органах угрожали его жене, Нилу и Эллен. Нил и Питер пытаются узнать какую-либо информацию о сыне гангстера – Деннисе. |            |                                                       |                      |                                       |                  |             |                     |
| 58 | 12         | «Brass Tacks» «Латунные кнопки»                       | Антон Кроппер        | Джим Камполонго и Александра МакНалли | 29 января 2013   | BCW412      | 2,61                |
| Нил и Питер узнают, что Деннис Флинн был убит по заказу американского сенатора Пратта, который когда-то был капитаном Джеймса в полиции Вашингтона. Они планируют дискредитировать его, доказав обвинения в мошенничестве против его партнёра, застройщика Коула Эдвардса. |            |                                                       |                      |                                       |                  |             |                     |
| 59 | 13         | «Empire City» «Имперский город»                       | Тим Дикей            | Чаннинг Пауэлл и Даниэль Шаттак       | 5 февраля 2013   | BCW413      | 2,28                |
| Два брата пытаются возродить знаменитый Cotton Club, но один из них также участвует в мошеннической продаже медальонов такси. Между тем, Питер и Нил независимо друг от друга находят в Нью-Йорке новое место, указанное в ключе: Эмпайр Стейт Билдинг. |            |                                                       |                      |                                       |                  |             |                     |
| 60 | 14         | «Shoot the Moon» «Достать Луну»                       | Рассел Ли Файн       | Мэттью Негрете и Боб ДеРоса           | 19 февраля 2013  | BCW414      | 2,42                |
| Пара романтичных преступников взяла двух заложников, которыми оказываются Питер и Элизабет. Нил должен предвидеть их следующий шаг, чтобы спасти Питера с женой. Нил и Моззи пытаются определить, какая информация Эллен о Джеймсе хранится в офисе на 50-м этаже Эмпайр Стейт Билдинг. |            |                                                       |                      |                                       |                  |             |                     |
| 61 | 15         | «The Original» «Оригинал»                             | Джон Т. Кречмер      | Марк Гоффман                          | 26 февраля 2013  | BCW415      | 2,12                |
| Бывший помощник умершего скульптора ДюБуа продал его работу, которую Нил считает подделкой. С помощью хай-тек сканера Нил, Моззи и Питер пытаются определить местоположение доказательств Эллен. Но новый босс Питера (Эмили Проктер) следит за ними и сообщает всё сенатору Пратту. |            |                                                       |                      |                                       |                  |             |                     |
| 62 | 16         | «In the Wind» «На ветру»                              | Рассел Ли Файн       | Джефф Истен                           | 5 марта 2013     | BCW416      | 2,36                |
| Нил придумывает сложный план, чтобы получить данные из Эмпайр Стейт Билдинг, хотя сенатор Пратт и Кэллоуэй следят за ним. Джеймс убивает сенатора и убегает, подставляя Питера вещественными доказательствами против него. Нил узнаёт из документов Эллен, что его отец был на самом деле виновен в убийстве, за которое был посажен в тюрьму.                                                                                       |            |                                                       |                      |                                       |                  |             |                     |

### Сезон 5 (2013—2014)
| № общий | № в сезоне | Название                                    | Режиссёр          | Автор сценария                                          | Дата премьеры   | Произв. код | Зрители в США (млн) |
| --- | ---------- | ------------------------------------------- | ----------------- | ------------------------------------------------------- | --------------- | ----------- | ------------------- |
| 63 | 1          | «At What Price» «За какую цену»             | Стефан Шварц      | Джефф Истен и Джо Хендерсон                             | 17 октября 2013 | BCW506      | 2,53                |
| Питер уже несколько месяцев сидит в тюрьме за убийство, которого не совершал. Его карьера в ФБР закончена. Нил старается всеми силами разыскать отца, чтобы тот подтвердил невиновность Питера, но тщетно. Тогда он вместе с Моззи придумывает другой план...                                                        |            |                                             |                   |                                                         |                 |             |                     |
| 64 | 2          | «Out of the Frying Pan» «Из сковороды»      | Роджер Камбл      | Дэниел Шэттак                                           | 24 октября 2013 | BCW501      | 2,13                |
| Нил знакомится со своим новым куратором Дэвидом Сигелем, молодой звездой ФБР. Работая вместе над делом, они выходят на Теодора Винтерса, который оказывается настоящим именем Моззи. |            |                                             |                   |                                                         |                 |             |                     |
| 65 | 3          | «One Last Stakeout» «Один последний»        | Рассел Ли Файн    | Джо Хендерсон                                           | 31 октября 2013 | BCW503      | 2,38                |
| Хагена отпускают, а у Нила есть всего 48 часов, чтобы украсть тринадцатую главу кодекса Маскони, загадочной рукописи, которая находится в хорошо охраняемом музее. Для этого он знакомится с Ребеккой, работницей музея, к которой начинает проявлять симпатию.                                                      |            |                                             |                   |                                                         |                 |             |                     |
| 66 | 4          | «Controlling Interest» «Контрольный пакет»  | Кевин Брэй        | Джим Камполонго                                         | 7 ноября 2013   | BCW504      | 2,24                |
| Моззи, который лишился жилья, переезжает в дом Нила. Питер снова становится куратором Нила, после того, как Дэвида Сигела нашли убитым. Вместе они пытаются раскрыть это убийство агента ФБР, и странное дело связанное с психиатром, использующем своих клиентов для совершения преступлений.                       |            |                                             |                   |                                                         |                 |             |                     |
| 67 | 5          | «Master Plan» «Гениальный план»             | Джефф Ф. Кинг     | Александра МакНалли                                     | 14 ноября 2013  | BCW502      | 2,21                |
| Состоятельный человек нанимает Элизабет, чтобы та помогла его сыну, который пропал много лет назад и нашелся совсем недавно, выбрать картины. Элизабет, которая знала его до исчезновения, уверена, что это другой человек. Нил под прикрытием проникает в этот дом.                                                 |            |                                             |                   |                                                         |                 |             |                     |
| 68 | 6          | «Ice Breaker» «Ломающий лед»                | Эрик Стольц       | Мэтт Уитни и Марк Лафферти                              | 21 ноября 2013  | BCW505      | 2,49                |
| Расследуя дело о поддельных паспортах Нил и Питер выходят на русского гангстера Сергея, который также является спонсором талантливой фигуристки Кати. В целях расследования Питер становится тренером Кати, а Нил - спортивным агентом.                                                                              |            |                                             |                   |                                                         |                 |             |                     |
| 69 | 7          | «Quantico Closure» «Закрытие Квантико»      | Уилли Гарсон      | Ник Тил                                                 | 5 декабря 2013  | BCW507      | 2,12                |
| Ужин Питера и Элизабет по случаю годовщины свадьбы прерывает агент ФБР Джилл, которая по совместительству является бывшей возлюбленной и одноклассницей Питера по академии ФБР. Она просит его помощи в деле, которое ведёт.                                                                                         |            |                                             |                   |                                                         |                 |             |                     |
| 70 | 8          | «Digging Deeper» «Копать глубже»            | Сэнфорд Букставер | Джессика Грасл и Джулиан Мейоджас                       | 12 декабря 2013 | BCW508      | 2,09                |
| Нил и Питер работают над делом об уникальном яйце динозавра. Питер подозревает, что Нил встречается с Ребеккой, и узнаёт, что он выдаёт себя перед ней за агента ФБР. |            |                                             |                   |                                                         |                 |             |                     |
| 71 | 9          | «No Good Deed» «Недоброе дело»              | Шарлотта Силинг   | История: Эдди Серрано Телесценарий: Александра МакНалли | 19 декабря 2013 | BCW509      | 2,52                |
| Нил рассказывает Ребекке часть правды о себе, и она принимает его. Тем временем Нил и Моззи значительно продвигаются в разгадке тайны кодекса Маскони. Питер узнаёт, каким образом Нил доказал его невиновность. |            |                                             |                   |                                                         |                 |             |                     |
| 72 | 10         | «Live Feed» «Живой поток»                   | Джон Т. Кречмер   | История: Крис Маси Телесценарий: Джим Камполонго        | 9 января 2014   | BCW510      | 2,81                |
| Питеру предложили повышение и перевод на высокооплачиваемую работу в Вашингтон, в штаб-квартиру ФБР. Хаген сообщает Нилу, что похитил Ребекку и выдвигает свои требования. Нил заставляет Хагена отпустить Ребекку, а затем уничтожает страницы кодекса Маскони. Однако прежде поручает Моззи запомнить все символы. |            |                                             |                   |                                                         |                 |             |                     |
| 73 | 11         | «Shot Through the Heart» «Выстрел в сердце» | Даг Ханна         | Мэтт Уитни и Джессика Грасл                             | 16 января 2014  | BCW511      | 2,65                |
| Пока Нил отвлекает Ребекку, ФБР обыскивает её квартиру. Нил понимает, что Ребекка на самом деле его любит. Однако когда он узнаёт, что это именно она убила Дэвида Сигела и Хагена, чувства Нила подвергаются серьёзной проверке...                                                                                  |            |                                             |                   |                                                         |                 |             |                     |
| 74 | 12         | «Taking Stock» «Подводя итоги»              | Тим Дикей         | Александра МакНалли и Марк Лафферти                     | 23 января 2014  | BCW512      | 2,75                |
| Нил просит Питера поддержать его прошение о сокращении срока заключения, и Питер соглашается помочь. Тем временем на телефон Ребекки поступает вызов и это оказывается клиент. Питер привлекает к делу Диану, которая будет изображать Ребекку.                                                                      |            |                                             |                   |                                                         |                 |             |                     |
| 75 | 13         | «Diamond Exchange» «Подмена бриллианта»     | Рассел Ли Файн    | Джим Камполонго и Ник Тил                               | 30 января 2014  | BCW513      | 2,99                |
| Нил и Питер находят Моззи, которому Ребекка вколола какой-то яд. Она требует отдать ей бриллиант, а в ответ она обещает дать противоядие. У Нила и Питера остаётся все меньше времени спасти Моззи, которому с каждой минутой становится хуже...                                                                     |            |                                             |                   |                                                         |                 |             |                     |

### Сезон 6 (2014)
| № общий | № в сезоне | Название                                               | Режиссёр          | Автор сценария                               | Дата премьеры   | Произв. код | Зрители в США (млн) |
| --- | ---------- | ------------------------------------------------------ | ----------------- | -------------------------------------------- | --------------- | ----------- | ------------------- |
| 76 | 1          | «Borrowed Time» «Одолжённое время»                     | Джон Т. Кречмер   | Джо Хендерсон                                | 6 ноября 2014   | BCW601      | 1,54                |
| Питер обращается за помощью к Ребекке, чтобы она помогла искать Нила. Тем временем Нил находится в плену у Джима Бута. Джим заставляет Нила принять его условия, тогда он останется в живых. Если же мужчина откажется, то его просто столкнут в шахту лифта. Джими Бут собирается присоединиться к группе воров «Розовые пантеры». Для осуществления задуманного ему необходим бриллиант, который находится в руках у ФБР. Нил не собирается принимать условия игры Бута, он решает предложить свой вариант. Тем временем Келлер возвращается в город. |            |                                                        |                   |                                              |                 |             |                     |
| 77 | 2          | «Return to Sender» «Вернуть отправителю»               | Марта Митчелл     | Марк Лэфферти                                | 13 ноября 2014  | BCW602      | 1,36                |
| Элизабет возвращается в Нью-Йорк, потому что беременна. Но она просит Питера держать это в секрете. На первой встрече с «Розовыми пантерами» Нил встречает Келлера, и тот, к удивлению Нила, не выдаёт его связь с ФБР. Нилу поручают украсть редкую и ценную марку, которая оказывается бесполезной. В итоге, чтобы получить долгожданную свободу, Нилу придется работать бок о бок со своим врагом, который теперь в равных с Кеффри условиях. |            |                                                        |                   |                                              |                 |             |                     |
| 78 | 3          | «Uncontrolled Variables» «Неконтролируемые переменные» | Сэнфорд Букставер | Джулиан Мейоджас                             | 20 ноября 2014  | BCW603      | 1,38                |
| Нилу и Келлеру необходимо выполнить второе задание «Пантер». Питер ищет человека, который держит Келлера „на поводке“, чтобы работать сообща. Нилу приходится обманывать милую девушку Эмми, работницу технической компании, чтобы украсть файл-исход. Вся ситуация ему крайне не нравится. К тому же сторона Келлера играет по другим правилам. |            |                                                        |                   |                                              |                 |             |                     |
| 79 | 4          | «All is Fair» «Всё честно»                             | Пол Холахан       | Джессика Грасл                               | 4 декабря 2014  | BCW604      | 1,59                |
| «Пантеры» залегают на дно. Питер и его команда пытаются выяснить, какие цели они преследуют, ведь от дела зависит свобода Нила и карьера Питера. Нил знакомится с женой Моззи, Евой, которая требует развода, чтобы вновь выйти замуж или обмануть жениха, как она сделала это в первый раз. Кто кого перехитрит и кто испытывает настоящие чувства?! А Нила дома ждёт неприятный сюрприз... |            |                                                        |                   |                                              |                 |             |                     |
| 80 | 5          | «Whack a Mole» «Убить крота»                           | Джефф Кинг        | Ник Тил                                      | 11 декабря 2014 | BCW605      | 1,57                |
| Глава «Пантер» Вудфорд появляется в квартире Нила. Он знает о том, что кто-то копает под них. Питер и Нил хотят вывести из игры Келлера, но Келлер хочет сделать по-другому, что приводит к жертвам. В итоге Нил и Питер разрабатывает план идеального ограбления или идеального ареста банды. И, конечно, им не обойтись без участия Моззи. |            |                                                        |                   |                                              |                 |             |                     |
| 81 | 6          | «Au Revoir» «Прощайте»                                 | Сэнфорд Букставер | Джефф Истин, Джулиан Мейоджас и Эдди Серрано | 18 декабря 2014 | BCW606      | 1,86                |
| Питер вступает в игру с «Пантерами». Но Моззи не доволен этим, хотя ему уже отведена важная роль. Берки узнают, что ждут мальчика, и все этому рады. Но пришло время сыграть со смертью и Нил готов переступить черту. Он провернет самую большую аферу в жизни и каждый получит своё. Ведь «Пантеры» за решеткой, а Нил навсегда свободен, хоть уже и никогда не будет рядом со своими лучшими друзьями. |            |                                                        |                   |                                              |                 |             |                     |